# Baluchistão

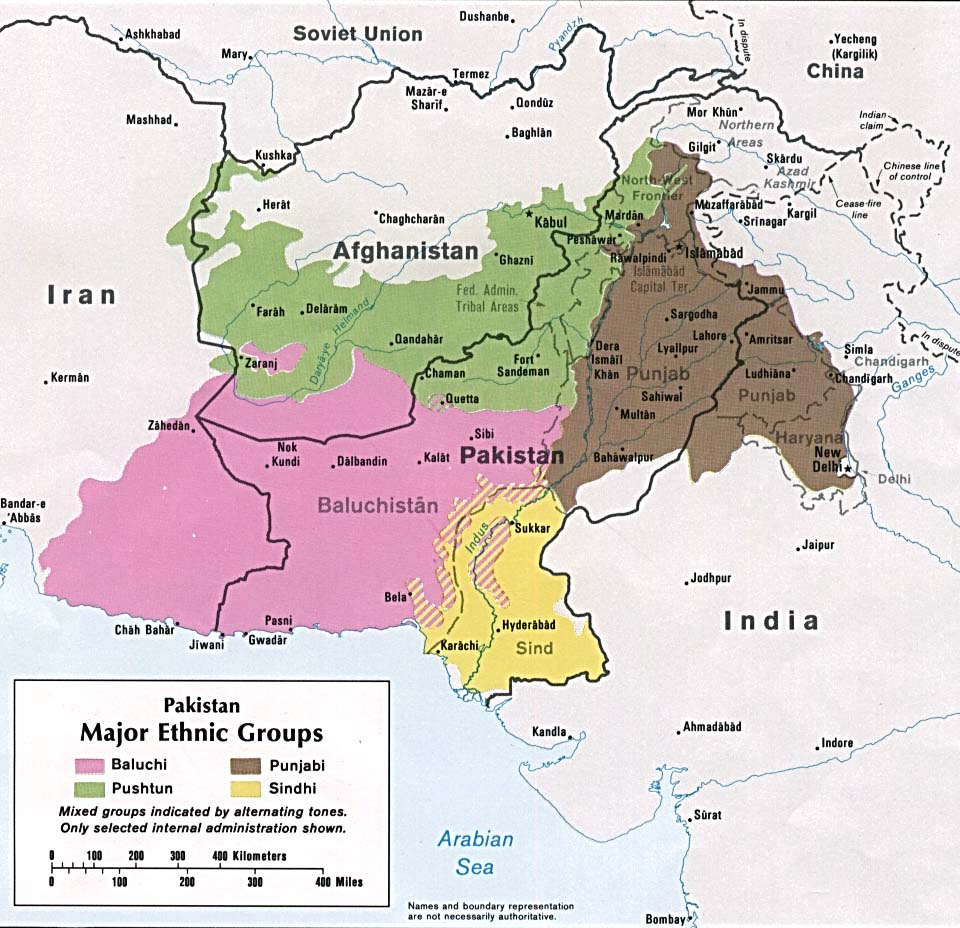
Mapa do Paquistão e áreas adjacentes com os principais grupos étnicos. Os balúchis estão destacados em rosa.

O Baluchistão (também grafado Balochistão, Belochistão ou Baluquistão) é uma região árida localizada no Planalto Iraniano, no sudoeste e no sul da Ásia, dividida entre o Irão, o Paquistão e o Afeganistão. Compreende a província paquistanesa do  Baluchistão, a província  iraniana  de Sistão-Baluchistão, e a parte meridional do Afeganistão (o chamado Baluchistão Afegão ou Baluchistão do Norte), que inclui as províncias afegãs de Nimruz, Helmand e Kandahar. O Baluchistão faz fronteira com a região histórica do Pashtunistão a norte, a província paquistanesa do Sindh e a região histórica do Punjabe a leste, e o Irã a oeste. Ao sul da sua costa meridional, incluindo a costa de Makran, encontram-se o Mar Arábico e o Golfo de Omã.
A área recebe o nome das numerosas tribos balúchis que a habitam. Os balúchis são um povo iraniano que  ocupou a região por volta do ano 1000. Todavia, atualmente são considerados como balúchis todos os naturais da região - mesmo aqueles que não falam a língua balúchi. O pachto, o persa e o brahui também são falados na região.